# Табаре Васкез
Табаре Рамон Васкез Росас (шп. Tabaré Ramón Vázquez Rosas; Монтевидео, 17. јануар 1940 — Монтевидео, 6. децембар 2020) био је уругвајски политичар који је био на позицији председника Уругваја у два наврата — од 2005. до 2010. и од 2015. до 2020. године. Био је члан Социјалистичке партије Уругваја и први је председник Уругваја који је био социјалиста.
Преминуо је 6. децембра 2020. године од рака плућа.